# Fiu fiu…
Fiu fiu… – szósty studyjny solowy album Lecha Janerki wydany w 2002 roku.
Na zawartość albumu złożyły się utwory napisane przez Lecha Janerkę wiosną 1999 i na początku 2001 oraz jeszcze wcześniejsza „Pieśń mijających się wielorybów”. Utwór „W naturze mamy ciągły ruch” ukazał się już wcześniej na składance Co lepsze kawałki – na Fiu fiu… pojawił się w nowej aranżacji. Do wszystkich utworów z albumu nakręcono teledyski, tworzące koncepcyjną całość.
Album został nagrany i wyprodukowany przez Bartosza Dziedzica. Wydany w 2002 na CD przez BMG Poland.

## Lista utworów
1. „Raczej” – 3:40
2. „W naturze mamy ciągły ruch” – 4:10
3. „Wirnik” – 3:27
4. „Wieje” – 4:41
5. „Leon” – 3:45
6. „Allelujaż" – 2:39
7. „Daj mi” – 4:13
8. „Zero zer” – 6:56
9. „Ceremonie” – 4:33
10. „Pieśń mijających się wielorybów” – 6:52

## Twórcy
Słowa i muzyka – Lech Janerka; muzyka w „Raczej” i „Ceremonie” – Wojciech Seweryn.
- Lech Janerka – bas, głos, gitara akustyczna, sampler
- Bożena Janerka – wiolonczela
- Wojciech Seweryn – gitary
- Ryszard Guz – bębny
- Bartosz Dziedzic – programowanie
- Jacek Dojwa – szumy w „Wirnik”
- Andrzej Dudek-Dürer – sampler, tambura, sitar w „Zero zer”
- Jakub Suchar – tabla, bajan w „Zero zer”
- Adam Skorupa – sampler w „Leon”